# Putter Smith
Pour les articles homonymes, voir Smith.
Putter Smith, né Patrick Smith le 19 janvier 1941 en Californie, est un contrebassiste de jazz et acteur américain.
Il a interprété le rôle de l'assassin Mr. Kidd dans le film de James Bond Les diamants sont éternels (1971).